# Вергеланн, Оскар (генерал)
Иозеф Франц Оскар Вергеланн (норв. ; 17 ноября 1815, Кристиансанн — 19 августа 1895, там же) — норвежский военный деятель, генерал-майор, картограф, педагог, один из пионеров лыжного спорта.

## Биография
Сын Николая Вергеланна, видного теолога, политикам и композитора. Брат писательницы и феминистки Камиллы Коллетт и писателя Генрика Вергеланда
В 1834 году окончил Военное училище в Христиании, стал военным офицером, в 1834 году получил чин старшего лейтенанта, в 1866 году — подполковника, в 1868 году — полковника, генерал-майор в 1880 году. Был командиром пехотной бригады Кристиансанна и крепости Кристиансанна с 1868 до 1893 года.
Интересовался геометрией, топографией, геодезией и картографией — науками, получившими бурное развитие в 1830-х и 1840-х годах. В 1835—1839 годах учился созданию географических карт в Стокгольме и Париже.

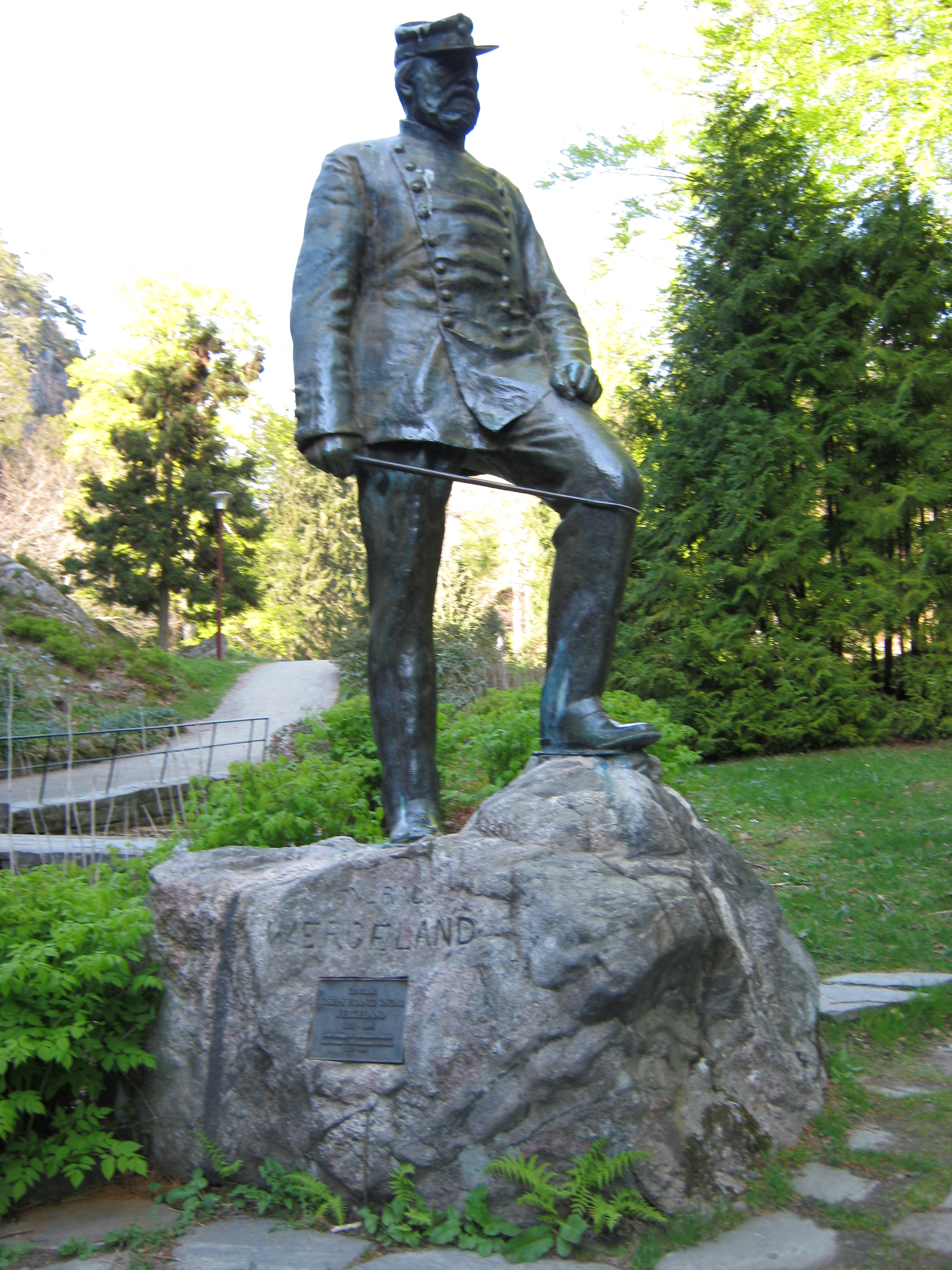
Памятник генералу Вергеланну на родине

В течение 11 лет проработал картографом в Норвежском управлении картографии и кадастра, где создал первые официальные карты норвежских графств. Автор первой большой и подробной карты Норвегии для использования в школах. В 1853 году его картографические работы получили медаль как «лучшие в своём классе» на большой художественно-промышленной выставке в Нью-Йорке.
Работал учителем рисования и каллиграфии в Норвежской военной академии. Также преподавал немецкий и французский языки в разных школах Христиании, проводил съёмку местности для различных проектов строительства автомобильных и железных дорог. Его учебник «Военная топография» (1853) был в авангарде профессионального развития в своей области.
В 1852—1857 годах служил адъютантом генерального штаба. Предпринял ряд поездок за границу для изучения военных наук и опубликовал оттуда несколько статей в «Norsk Militairt Tidsskrift», в том числе трактат Oprørek i Hertugdømmerne Slesvig og Holsten и Krigen om Slesvig.
Был какое-то время ординарцем короля.
Был членом комитета первой железнодорожной линии Норвегии.
Будучи активным спортсменом и лыжником, основал военные лыжные подразделения и несколько спортивных клубов, написал книгу об истории лыжного спорта и его применении в военных целях.
Оказал большое влияние на развитие норвежской картографии, особенно на развитие литографического воспроизведения норвежского ландшафта на картах, на введение обязательного обучения езды на лыжах в армии в 1880-х годах.